# Felimida macfarlandi
Felimida macfarlandi (Cockerell, 1901) è un mollusco nudibranchio della famiglia Chromodorididae.

## Biologia
Si nutre di spugne del genere Haliclona.